# Теньгушевский район
Теньгу́шевский райо́н (мокш. Теньгжелень аймак, эрз. Теньгушбуе) — административно-территориальная единица и муниципальное образование (муниципальный район) в составе Республики Мордовия Российской Федерации.
Административный центр — село Теньгушево.

## География
Теньгушевский район расположен на крайнем северо-западе Мордовии и граничит с Рязанской и Нижегородской областями. По территории района протекает самая крупная река Мордовии Мокша (на территории района протяженность её 58 км). Немалую площадь занимают озёра: Большое Такушевское, Мордовское, Пиявское, озеро Шелубей возле одноимённого села, Большое Кураевское и другие.
Почвы
Серые лесные почвы занимают около 36 % площади сельхозугодий района, дерново-подзолистые — 30 %, пойменные — 20 %, чернозёмы — около 2 %.
Растительность
Преобладающий тип растительности на территории Теньгушевского района — смешанные леса (занимают около 42,1 % всей площади района), кустарниковая растительность занимает около 5 % площади.

## История
Образован 16 июля 1928 года.

## Население
| \| 1939[6] \| 1959[7] \| 1970[8] \| 1979[8] \| 1989[8] \| 2002[8] \| 2005[9] \| \| -------- \| -------- \| -------- \| -------- \| -------- \| -------- \| -------- \| \| 33 113 \| ↘28 619 \| ↘22 281 \| ↘17 914 \| ↘15 678 \| ↘14 286 \| ↘13 667 \| \| 2006[9] \| 2007[9] \| 2008[9] \| 2009[10] \| 2010[8] \| 2011[11] \| 2012[12] \| \| ↘13 372 \| ↘13 177 \| ↘12 991 \| ↘12 714 \| ↘12 340 \| ↘12 287 \| ↘11 968 \| \| 2013[13] \| 2014[14] \| 2015[15] \| 2016[16] \| 2017[17] \| 2018[18] \| 2019[19] \| \| ↘11 694 \| ↘11 366 \| ↘11 050 \| ↘10 771 \| ↘10 457 \| ↘10 276 \| ↘9979 \| \| 2020[20] \| 2021[4] \| \| \| \| \| \| \| ↘9748 \| ↘9510 \| \| \| \| \| \| 10 000 20 000 30 000 40 000 1970 2006 2011 2016 2021 |         |         |         |         |         |         |
| 1939 | 1959    | 1970    | 1979    | 1989    | 2002    | 2005    |
| 33 113 | ↘28 619 | ↘22 281 | ↘17 914 | ↘15 678 | ↘14 286 | ↘13 667 |
| 2006 | 2007    | 2008    | 2009    | 2010    | 2011    | 2012    |
| ↘13 372 | ↘13 177 | ↘12 991 | ↘12 714 | ↘12 340 | ↘12 287 | ↘11 968 |
| 2013 | 2014    | 2015    | 2016    | 2017    | 2018    | 2019    |
| ↘11 694 | ↘11 366 | ↘11 050 | ↘10 771 | ↘10 457 | ↘10 276 | ↘9979   |
| 2020 | 2021    |         |         |         |         |         |
| ↘9748 | ↘9510   |         |         |         |         |         |

## Административное деление
В Теньгушевский район как административно-территориальную единицу входят 8 сельсоветов.
В муниципальный район входят 8 муниципальных образований со статусом сельских поселений.
Сельсоветы одноимённы образованным в их границах сельским поселениям.
| № | Муниципальное образование        | Административный центр | Количество населённых пунктов | Население (чел.) | Площадь (км²) |
| - | -------------------------------- | ---------------------- | ----------------------------- | ---------------- | ------------- |
| 1 | Барашевское сельское поселение   | посёлок Барашево       | 5                             | ↘2141            | 172,99        |
| 2 | Дачное сельское поселение        | посёлок Дачный         | 2                             | ↘511             | 124,38        |
| 3 | Куликовское сельское поселение   | село Куликово          | 7                             | ↘495             | 115,67        |
| 4 | Нароватовское сельское поселение | село Нароватово        | 4                             | ↘299             | 33,77         |
| 5 | Стандровское сельское поселение  | село Стандрово         | 1                             | ↘201             | 76,44         |
| 6 | Такушевское сельское поселение   | село Такушево          | 9                             | ↘505             | 222.48        |
| 7 | Теньгушевское сельское поселение | село Теньгушево        | 8                             | ↗4489            | 107,20        |
| 8 | Шокшинское сельское поселение    | село Шокша             | 4                             | ↘605             | 68,02         |

Первоначально в муниципальном районе в 2005 году было образовано 16 муниципальных образований со статусом сельских поселений (им соответствовали 16 сельсоветов).
В 2008 году Садовое сельское поселение и одноимённый сельсовет были расформированы, а его населённые пункты вошли в Старокачеевское сельское поселение и сельсовет.
В 2009 году Кураевское и Мельсетьевское сельские поселения и одноимённые им сельсоветы были расформированы, а их населённые пункты вошли в Куликовское сельское поселение и сельсовет, также было расформировано Сакаевское сельское поселение и сельсовет, а входившие в их состав населённые пункты стали частью Шокшинского сельского поселения и сельсовета.
В 2014 году Хлебинское сельское поселение и одноимённый ему сельсовет были упразднены, а входившие в них населённые пункты были включены в Барашевское сельское поселение и сельсовет.
В 2018 году законом от 17 мая 2018 года, Красноярское сельское поселение и одноимённый ему сельсовет были упразднены, а входившие в их состав населённые пункты были включены в Теньгушевское сельское поселение и сельсовет.
В 2019 году Старокачеевское сельское поселение и одноимённый сельсовет были расформированы, а его населённые пункты были включены в Такушевское сельское поселение и сельсовет.

### Населённые пункты
В Теньгушевском районе 39 населённых пунктов.
| №  | Населённый пункт  | Тип     | Население | Муниципальное образование        |
| -- | ----------------- | ------- | --------- | -------------------------------- |
| 1  | Александровка     | деревня | ↘20       | Такушевское сельское поселение   |
| 2  | Атенино           | село    | ↘5        | Теньгушевское сельское поселение |
| 3  | Баево             | деревня | ↗176      | Нароватовское сельское поселение |
| 4  | Барашево          | посёлок | ↘2663     | Барашевское сельское поселение   |
| 5  | Башкирцы          | село    | ↘175      | Теньгушевское сельское поселение |
| 6  | Белорамино        | деревня | ↘9        | Барашевское сельское поселение   |
| 7  | Березняк          | посёлок | ↘35       | Куликовское сельское поселение   |
| 8  | Березово          | посёлок | ↘27       | Теньгушевское сельское поселение |
| 9  | Веденяпино        | село    | ↘205      | Такушевское сельское поселение   |
| 10 | Вечкидеево        | деревня | ↘171      | Теньгушевское сельское поселение |
| 11 | Вяжга             | посёлок | ↘28       | Нароватовское сельское поселение |
| 12 | Дачный            | посёлок | ↘655      | Дачное сельское поселение        |
| 13 | Дудниково         | деревня | ↘159      | Теньгушевское сельское поселение |
| 14 | Завод             | посёлок | ↘3        | Такушевское сельское поселение   |
| 15 | Ивановка          | деревня | ↘24       | Барашевское сельское поселение   |
| 16 | Клемещей          | деревня | ↘48       | Барашевское сельское поселение   |
| 17 | Коломасово        | деревня | ↘38       | Куликовское сельское поселение   |
| 18 | Коляево           | деревня | ↘7        | Дачное сельское поселение        |
| 19 | Красный Яр        | деревня | ↘276      | Теньгушевское сельское поселение |
| 20 | Куликово          | село    | ↘115      | Куликовское сельское поселение   |
| 21 | Кураево           | село    | ↘178      | Куликовское сельское поселение   |
| 22 | Малая Шокша       | деревня | ↘1        | Шокшинское сельское поселение    |
| 23 | Мельсетьево       | село    | ↘180      | Куликовское сельское поселение   |
| 24 | Нагорная          | деревня | ↘135      | Такушевское сельское поселение   |
| 25 | Нароватово        | село    | ↘276      | Нароватовское сельское поселение |
| 26 | Новая Качеевка    | деревня | ↘10       | Такушевское сельское поселение   |
| 27 | Садовый           | посёлок | ↘33       | Такушевское сельское поселение   |
| 28 | Сакаево           | село    | ↘228      | Шокшинское сельское поселение    |
| 29 | Сакаевский Майдан | деревня | ↘50       | Шокшинское сельское поселение    |
| 30 | Стандрово         | село    | ↘201      | Стандровское сельское поселение  |
| 31 | Старая Качеевка   | село    | ↘304      | Такушевское сельское поселение   |
| 32 | Такушево          | село    | ↘440      | Такушевское сельское поселение   |
| 33 | Телимерки         | деревня | ↘92       | Теньгушевское сельское поселение |
| 34 | Теньгушево        | село    | ↘3731     | Теньгушевское сельское поселение |
| 35 | Феклисов          | посёлок | ↘2        | Такушевское сельское поселение   |
| 36 | Хлебино           | село    | ↗228      | Барашевское сельское поселение   |
| 37 | Шелубей           | посёлок | ↘2        | Нароватовское сельское поселение |
| 38 | Широмасово        | село    | ↘162      | Куликовское сельское поселение   |
| 39 | Шокша             | село    | ↘540      | Шокшинское сельское поселение    |

### Упразднённые населённые пункты
- 2024 г. — посёлок Полярная Звезда

## Экономика
Предприятия района в основном сельскохозяйственные (производят зерно, мясо, молоко) и перерабатывающие продукцию сельского и лесного хозяйств.

## Печатные издания
В районе издаётся газета «Примокшанье».

## Достопримечательности
В Теньгушеве имеются следующие достопримечательности: памятник неизвестному солдату, памятник В. И. Ленину.

## Археология
Вблизи села Куликово на мысу правого берега реки Шокши обнаружен Шокшинский могильник, а также поселения бронзового века. В Шокшинском могильнике найден каролингский меч с клеймом Ulfberht.

## Особо охраняемые природные территории
Особо охраняемыми природными территориями района являются:
- дубовые рощи возле сёл Веденяпино и Красный Яр, а также между сёлами Куликово и Кураево;
- берёзовая роща у посёлка Барашево;
- сосновая роща у посёлка Дачный;
- озеро Шелубей возле одноимённого села;
- озеро Мордовское возле села Веденяпино;
- озеро Пиявское возле деревни Ивановка (самое большое карстовое озеро на территории Мордовии, площадь около 9 гектаров).